# ۲۰۱۲

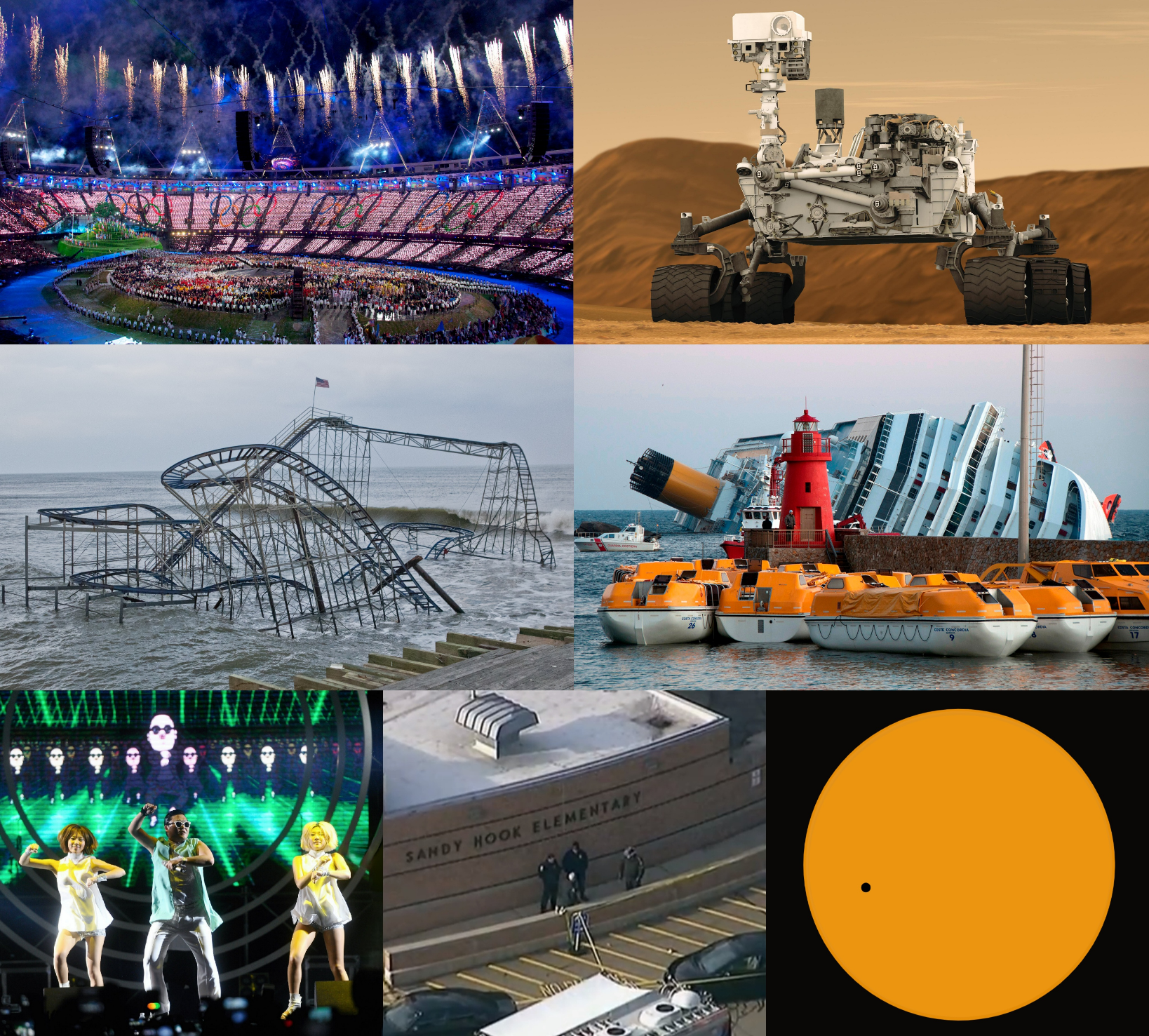

۲۰۱۲ سالی کبیسه در تقویم گریگوری است که در روز یکشنبه آغاز شد. در بین مردم باورهای مختلفی نسبت به این سال شایع بود. این باورها که بیشتر حول تفاسیر جدیدی که از تقویم طولانی آمریکای میانه شده‌اند استوار بودند، از برداشت‌های روحانی تا آخرالزمانی را شامل می‌شدند. نسخ آخرالزمانی مورد مناقشهٔ دانشمندان بود.

## رویدادها

### ژانویه
- ۲۳ ژانویه - روابط ایران و اتحادیه اروپا: این اتحادیه به نشانهٔ مخالفت با غنی‌سازی اورانیوم از سوی ایران، این کشور را تحریم کرد.[۱][۲][۳]

### فوریه
- ۱ فوریه - دست کم ۷۹ نفر در جریان ناآرامی‌هایی که پس از یک بازی فوتبال در پورت سعید مصر رخ داد کشته و بیش از ۱۰۰۰ نفر زخمی شدند.[۴][۵]
- ۶ فوریه - جشن جوبیلی الماسی الیزابت دوم بریتانیا به نشانهٔ شصتمین سالگرد تاجگذاری وی برگزار شد.[۶]
- ۱۵ فوریه - آتش‌سوزی در زندانی در شهر کومایاگوای هندوراس جان ۳۷۷ نفر را گرفت.[۷][۸]
- ۱۹ فوریه - ایران صادرات نفت خود را به بریتانیا و فرانسه به حالت تعلیق درآورد. این تصمیم پس از آن گرفته شد که اتحادیه اروپا و ایالات متحده در ژانویهٔ همین سال تحریم‌هایی را علیه این کشور وضع کردند.[۹][۱۰][۱۱]
- ۲۱ فوریه - بحران بدهی دولت یونان: وزرای اقتصاد منطقهٔ یورو تصمیم گرفتند برای بار دوم مبلغ ۱۳۰ میلیارد یورو به یونان کمک کنند.[۱۲]
- ۲۷ فوریه - بهار عربی: به‌دنبال ادامهٔ اعتراضات در یمن، معاون اول رئیس‌جمهوری عبد ربه منصور الهادی جای علی عبدالله صالح را گرفت.[۱۳]

### مارس
- ۴ مارس - سلسله انفجارهایی که در یک زاغهٔ مهمات در برازاویل پایتخت جمهوری کنگو رخ داد ۲۵۰ نفر را کشت.[۱۴][۱۵]
- ۱۳ مارس - چاپ دانشنامهٔ بریتانیکا پس از ۲۴۴ سال متوقف شد.[۱۶][۱۷][۱۸]
- ۲۲ مارس - رئیس‌جمهور مالی، آمادو تومانی توری در جریان کودتایی علیه دولتش و پس از حملات مکرر سربازان به دفاتر دولتی برکنار شد.[۱۹][۲۰][۲۱]

### آوریل
- ۶ آوریل - جنبش ملی آزادیبخش آزاواد به‌طور یکجانبه استقلال آزاواد از مالی را اعلام کرد.[۲۲]
- ۱۲ آوریل - سربازان شورشی در گینه بیسائو طی کودتایی کنترل بیسائو پایتخت این کشور را به دست گرفتند. آن‌ها رئیس‌جمهور موقت رایموندو پریرا و کاندیدای ریاست جمهوری کارلوس گومز جونیور را در بحبوحهٔ تبلیغات انتخاباتی دستگیر کردند.[۲۳]
- ۱۳ آوریل - ماهواره کوانگ مینگ سونگ ۳ که یک ماهواره دیدبانی زمین متعلق به کره شمالی بود لحظاتی پس از ارسال منفجر شد. ایالات متحده و برخی دیگر کشورها این اقدام را تخطی از درخواست‌های شورای امنیت سازمان ملل متحد خواندند. این اقدام کره شمالی به مناسبت سالگرد صدم تولد کیم ایل سونگ، بنیان‌گذار جمهوری کره شمالی بود.[۲۴][۲۵]
- ۲۶ آوریل - رئیس‌جمهور سابق لیبریا چارلز تیلور به اتهام ۱۱ مورد معاونت در جرم و حمایت از جرائم جنگی و جنایت علیه بشریت در طول جنگ داخلی سیرا لئون مجرم شناخته شد.[۲۶][۲۷]

### مه
- ۲ مه - در یک حراجی هنری در نیویورک نسخه‌ای پاستیلی از تابلوی جیغ اثر ادوارد مونک نقاش نروژی به قیمت ۱۲۰ میلیون دلار فروخته شد. این قیمت رکورد جدیدی در دنیای هنر به‌شمار می‌رود.[۲۸][۲۹]
- ۱۲ مه - ۱۲ اوت - نمایشگاه جهانی ۲۰۱۲ در شهر یئوسو کره جنوبی برگزار شد.[۳۰]
- ۲۲ مه - برج مخابراتی توکیو اسکای تری، بلندترین برج خوداتکای جهان با ۶۳۴ متر ارتفاع به روی عموم افتتاح شد.[۳۱]

### ژوئن
- ۵-۶ ژوئن - دومین و آخرین گذر ناهید از مقابل قرص خورشید در سده ۲۱ میلادی رخ داد. جفت بعدی این گذر در سال‌های ۲۱۱۷ و ۲۱۲۵ میلادی روی خواهد داد.[۳۲][۳۳]
- ۲۴ ژوئن - یک فضاپیمای چینی به نام شنزو ۹ که حامل ۳ فضانورد چینی از جمله یک زن بود به صورت غیرخودکار به ایستگاه فضایی تیانگونگ ۱ متصل شد. چین پس از ایالات متحده و روسیه سومین کشوری است که انسان را با موفقیت به فضا فرستاد.[۳۴]
- ۲۴ ژوئن - آخرین نمونهٔ لاک‌پشت جزیره پینتا به نام جرج تنها در پارک ملی گالاپاگوس مرد. به این ترتیب نسل این زیرگونه منقرض شد.[۳۵]

### ژوئیه
- ۴ ژوئیه - سازمان تحقیقاتی سرن اعلام کرد ذرهٔ جدیدی کشف کرده که شاخصه‌های آن پس از آزمایش‌هایی در برخورددهنده هادرونی بزرگ با بوزون هیگز سازگار است.[۳۶][۳۷][۳۸]
- ۲۷ ژوئیه - ۱۲ اوت - بازی‌های المپیک تابستانی ۲۰۱۲ در لندن برگزار شد.[۳۹][۴۰]
- ۳۰-۳۱ ژوئیه - در هند گسترده‌ترین قطعی برق در تاریخ جهان روی داد و باعث شد که ۶۷۰ میلیون نفر بدون نیروی برق بمانند.[۴۱][۴۲]

### اوت
- ۶ اوت - مریخ‌نورد کنجکاوی متعلق به آزمایشگاه علمی مریخ با موفقیت بر روی این سیاره فرود آمد.[۴۳][۴۴]
- ۳۱ اوت - پژوهشگران توانستند برای اولین بار یک نمونهٔ اولیه از چشم بیونیک را با ۲۴ الکترود در چشم انسان نصب کنند.[۴۵]

### سپتامبر
- ۷ سپتامبر - کانادا با بستن سفارت خود در تهران و اخراج دیپلمات‌های ایرانی از اوتاوا روابط دیپلماتیک خود با ایران را قطع کرد. وزارت خارجه کانادا دلیل این اقدام را حمایت ایران از سوریه، پیگیری برنامهٔ هسته‌ای و نقض حقوق بشر اعلام کرد.[۴۶][۴۷]
- ۱۱-۲۷ سپتامبر - مجموعه‌ای از حملات تروریستی به سفارتخانه‌های ایالات متحده و همچنین آلمان، سوییس و بریتانیا صورت گرفت. در آمریکا بسیاری بر این باورند که این حملات واکنش‌هایی به ویدئوی وبسایت یوتیوب به نام فیلم معصومیت مسلمانان است. در لیبی سفیر آمریکا به نام کریستوفر استیونز کشته شد.[۴۸][۴۹]

### اکتبر
- ۱۴ اکتبر - فلیکس باومگارتنر چترباز اتریشی در خلال پروژه‌ای به نام ردبول استراتوس برای اولین بار توانست بدون استفاده از هرگونه وسیله‌ای دیوار صوتی را بشکند. وی پس از این که با بالونی مملو از هلیم ۳۹ کیلومتر از زمین فاصله گرفت و بر فراز شهر رازول نیومکزیکو قرار گرفت به سمت زمین شیرجه رفت.[۵۰][۵۱][۵۲]
- ۲۴-۳۰ اکتبر - توفان سندی جان ۲۰۹ نفر را در کارائیب، باهاما، ایالات متحده و کانادا گرفت. خیزاب‌های عظیم باعث وارد آمدن شکستگی‌هایی در سواحل شرقی ایالات متحده شدند.[۵۳][۵۴][۵۵][۵۶]

### نوامبر
- ۱۴-۲۱ نوامبر - اسرائیل عملیات ستون ابر را علیه فلسطینی‌های ساکن نوار غزه آغاز کرد و فرمانده نظامی حماس احمد الجعبری را کشت. در هفته‌های بعد ۱۳۳ نفر از فلسطینی‌ها توسط سربازان اسرائیلی و پنج نفر از اسرائیلی‌ها (توسط راکت‌های فلسطینی) کشته شدند. پس از گذشت یک هفته از بروز درگیری‌ها در جنوب اسرائیل و نوار غزه، وزیر امور خارجه مصر محمد کامل عمرو و وزیر امور خارجه آمریکا هیلاری کلینتون آتش‌بسی بین اسرائیل و حماس اعلام کردند. این آتش‌بس در ساعت ۷ بعد از ظهر عملی شد.
- ۲۹ نوامبر - مجمع عمومی سازمان ملل متحد قطعنامه‌ای را به تصویب رساند که طی آن فلسطین به عنوان یک عضو ناظر ارتقا پیدا کرد.

## مناسبت‌ها
(رویدادها)
- تابستان:المپیک تابستانی لندن
- ۲۱ دسامبر، پدیده ۲۰۱۲

و پاره المپیک لندن (مسابقات بسکتبال جام نیوز) مسابقات جهان کشتی نوجوانان مسابقات آسیایی ووشو

## زادروزها
- ۲۴ ژانویه - شاهزاده آتنا دانمارک
- ۲۳ فوریه - شاهزاده استل سوئد، دوشس استرگتلاند

## درگذشتگان
- ۱ فوریه – ویسواوا شیمبورسکا، شاعر و نویسنده لهستانی (ز. ۱۹۲۳)
- ۱۱ فوریه – ویتنی هیوستون، تهیه‌کننده، موسیقی‌دان، بازیگر، خواننده، و پیانیست آمریکایی (ز. ۱۹۶۳)
- ۱۶ مارس – استانیسلاو باسورا، بازیکن فوتبال اسپانیایی (ز. ۱۹۲۶)
- ۲۱ مارس – تونینو گوئرا، نویسنده، شاعر، و فیلمنامه‌نویس ایتالیایی (ز. ۱۹۲۰)
- ۲۵ مارس – آنتونیو تابوکی، ژورنالیست، نویسنده، و مترجم ایتالیایی (ز. ۱۹۴۳)
- ۷ آوریل – مایک والاس، مجری تلویزیونی، ژورنالیست، تهیه‌کننده، و نویسنده آمریکایی (ز. ۱۹۱۸)
- ۱۱ آوریل – احمد بن بلا، بازیکن فوتبال و سیاست‌مدار اهل الجزیره (ز. ۱۹۱۸)
- ۱۵ آوریل – موری رز، شناگر استرالیایی (ز. ۱۹۳۹)
- ۱۹ آوریل – لیون هلم، خواننده آمریکایی (ز. ۱۹۴۰)
- ۴ مه – رشیدی یکینی، بازیکن فوتبال اهل نیجریه (ز. ۱۹۶۳)
- ۱۵ مه – کارلوس فوئنتس، نویسنده، فیلمنامه‌نویس، و دیپلمات مکزیکی (ز. ۱۹۲۸)
- ۱۷ مه – دانا سامر، خواننده-ترانه‌سرا، موسیقی‌دان، بازیگر، خواننده، و آهنگساز آمریکایی (ز. ۱۹۴۸)
- ۵ ژوئن – ری بردبری، نویسنده و فیلمنامه‌نویس آمریکایی (ز. ۱۹۲۰)
- ۱۳ ژوئن – ویلیام نولز، شیمی‌دان آمریکایی (ز. ۱۹۱۷)
- ۱۶ ژوئن – نایف بن عبدالعزیز، شاعر سعودی (ز. ۱۹۳۳)
- ۳۰ ژوئن – اسحاق شامیر، سیاست‌مدار و دیپلمات اسرائیلی (ز. ۱۹۱۵)
- ۱ ژوئیه – آلن جی. پویندسکتر، افسر و فضانورد آمریکایی (ز. ۱۹۶۱)
- ۸ ژوئیه – ارنست بورگناین، بازیگر آمریکایی (ز. ۱۹۱۷)
- ۱۳ ژوئیه – ریچارد دی زانوک، تهیه‌کننده آمریکایی (ز. ۱۹۳۴)
- ۱۵ ژوئیه – سلست هولم، بازیگر و خواننده آمریکایی (ز. ۱۹۱۷)
- ۱۹ ژوئیه – عمر سلیمان، دیپلمات مصری (ز. ۱۹۳۶)
- ۲۴ ژوئیه – جان آتا میلز، سیاست‌مدار اهل غنا (ز. ۱۹۴۴)
- ۱۵ اوت – هری هریسون، نویسنده آمریکایی (ز. ۱۹۲۵)
- ۱۹ اوت – تونی اسکات، تهیه‌کننده و کارگردان بریتانیایی (ز. ۱۹۴۴)
- ۲۱ اوت – ویلیام ثرستن، ریاضی‌دان آمریکایی (ز. ۱۹۴۶)
- ۱ سپتامبر – هل دیوید، آهنگساز آمریکایی (ز. ۱۹۲۱)
- ۲۸ سپتامبر – مایکل اوهر، بازیگر آمریکایی (ز. ۱۹۵۲)
- ۱ اکتبر – اریک هابسبام، تاریخ‌نگار و نویسنده بریتانیایی (ز. ۱۹۱۷)
- ۱۱ اکتبر – هلموت هالر، بازیکن فوتبال آلمانی (ز. ۱۹۳۹)
- ۱۴ اکتبر – آرلن اسپکتر، افسر، وکیل، و سیاست‌مدار آمریکایی (ز. ۱۹۳۰)
- ۲۲ اکتبر – راسل مینز، بازیگر آمریکایی (ز. ۱۹۳۹)
- ۲۴ اکتبر – مارگارت اوسبورن دوپونت، بازیکن تنیس آمریکایی (ز. ۱۹۱۸)
- ۲۷ اکتبر – هانس ورنر هنتسه، آهنگساز آلمانی (ز. ۱۹۲۶)
- ۵ نوامبر – الیوت کارتر، آهنگساز آمریکایی (ز. ۱۹۰۸)
- ۱۷ دسامبر – دانیل اینوی، سیاست‌مدار آمریکایی (ز. ۱۹۲۴)

### ژانویه
- ۱ ژانویه - کیرو گلیگروف، نخستین رئیس‌جمهور مقدونیه (زاده ۱۹۱۷)
- ۳ ژانویه - یوزف اشکفورتسکی، نویسنده اهل چک (زاده ۱۹۲۴)
- ۹ ژانویه - مالام باکای سانها، ششمین و دوازدهمین رئیس‌جمهور گینه بیسائو (زاده ۱۹۴۷)
- ۱۳ ژانویه - رئوف دنکتاش، سیاست‌مدار قبرسی، (زاده ۱۹۲۴)
- ۱۳ ژانویه - میلیان میلیانیچ، فوتبالیست یوگوسلاویایی (زاده ۱۹۳۰)
- ۱۵ ژانویه - مانوئل فراگا ایریبارن، سیاستمدار اسپانیایی (زاده ۱۹۲۲)
- ۲۰ ژانویه - اتا جیمز، خوانندهٔ آمریکایی (زاده ۱۹۳۸)
- ۲۴ ژانویه - تئو آنجلوپولوس، کارگردان یونانی (زاده ۱۹۳۵)
- ۲۹ ژانویه - فرانسوا میگال، راننده مسابقه فرانسوی (زاده ۱۹۴۴)
- ۲۹ ژانویه - اسکار لوییجی اسکالفارو، نهمین رئیس‌جمهور ایتالیا (زاده ۱۹۱۸)

### فوریه
- ۱ فوریه - ویسلاوا شیمبورسکا، از زنان شاعر لهستانی (زاده ۱۹۲۳)
- ۳ فوریه - ساموئل یود (جان کریستوفر)، نویسنده علمی تخیلی انگلیسی (زاده ۱۹۲۲)
- ۳ فوریه - بن گازارا، بازیگر آمریکایی (زاده ۱۹۳۰)
- ۶ فوریه - اسفندیار احمدیه، انیماتور ایرانی (زاده ۱۹۲۸)
- ۶ فوریه - آنتونی تاپیس، هنرمند اسپانیایی (زاده ۱۹۲۳)
- ۱۱ فوریه - ویتنی هوستون، خواننده و بازیگر آمریکایی (زاده ۱۹۶۳)
- ۱۹ فوریه - رناتو دولبکو، ویروس‌شناس آمریکایی ایتالیایی‌الاصل (زاده ۱۹۱۴)
- ۲۵ فوریه - موریس آندره، ترومپت‌نواز فرانسوی، (زاده ۱۹۳۳)
- ۲۹ فوریه - دیوید جونز، خواننده و بازیگر انگلیسی (زاده ۱۹۴۵)

### مارس
- ۶ مارس - فرانسیسکو هاویه دو آمارال، نخستین رئیس‌جمهور تیمور شرقی (زاده ۱۹۳۷)
- ۷ مارس - ولودزمیرز اسمولارک، فوتبالیست لهستانی (زاده ۱۹۵۷)
- ۱۰ مارس - جان جیرو، نقاش کمیک فرانسوی (زاده ۱۹۳۸)
- ۱۰ مارس - فرانک شروود رولند، شیمی‌دان آمریکایی (زاده ۱۹۲۷)
- ۱۴ مارس - چنزو تابون، چهارمین رئیس‌جمهور مالتا (زاده ۱۹۱۳)
- ۱۶ مارس - استانیسلا باسورا، فوتبالیست اسپانیایی (زاده ۱۹۲۶)
- ۱۷ مارس - جان دمیانیوک، مجرم جنگی نازی اوکراینی آمریکایی (زاده ۱۹۲۰)
- ۱۷ مارس - پاپ شنوده سوم اسکندریه (زاده ۱۹۲۳)
- ۱۸ مارس - جرج توپو پنجم، شاه تونگا (زاده ۱۹۴۸)
- ۲۱ مارس - تونینو گوئرا، فیلم‌نامه‌نویس ایتالیایی (زاده ۱۹۲۰)
- ۲۳ مارس - عبدالله یوسف احمد، رئیس‌جمهور سومالی (زاده ۱۹۳۴)
- ۲۳ مارس - ناجی طالب، پنجاه و دومین نخست‌وزیر عراق (زاده ۱۹۱۷)
- ۲۵ مارس - آنتونیو تابوکی، نویسندهٔ ایتالیایی (زاده ۱۹۴۳)
- ۲۷ مارس - آدرین ریچ، نویسنده فمینیست آمریکایی (زاده ۱۹۲۹)
- ۲۸ مارس - الکساندر آروتونیان، موسیقی‌دان ارمنی (زاده ۱۹۲۰)

### آوریل
- ۱ آوریل - میگوئل دلا مادرید، پنجاه و دومین رئیس‌جمهور مکزیک (زاده ۱۹۳۴)
- ۵ آوریل - بینگو وا موثاریکا، سومین رئیس‌جمهور مالاوی (زاده ۱۹۴۷)
- ۶ آوریل - توماس کینکید، نقاش و نگارگر آمریکایی (زاده ۱۹۵۸)
- ۷ آوریل - مایک والاس، ژورنالیست آمریکایی (زاده ۱۹۱۸)
- ۹ آوریل - رید ویتمور، شاعر آمریکایی
- ۱۱ آوریل - احمد بن بلا، رئیس‌جمهور الجزایر (زاده ۱۹۱۸)
- ۱۶ آوریل - میرسک مک‌کینی مولر، چهرهٔ بازرگانی در صنعت ترابری، دانمارکی (زاده ۱۹۱۳)
- ۱۸ آوریل - دیک کلارک، تهیه‌کننده و مجری تلویزیونی آمریکایی (زاده ۱۹۲۹)
- ۲۹ آوریل - شکری غانم، نخست‌وزیر لیبی (زاده ۱۹۴۲)

### مه
- ۸ مه - موریس سنداک، نویسنده آمریکایی (زاده ۱۹۲۸)
- ۹ مه - ویدال ساسون، طراح مو بریتانیایی (زاده ۱۹۲۸)
- ۱۵ مه - کارلوس فوئنتس، نویسنده مکزیکی (زاده ۱۹۲۸)
- ۱۷ مه - دونا سامر، خوانندهٔ آمریکایی (زاده ۱۹۴۸)
- ۲۰ مه - رابین گیب، موسیقی‌دان انگلیسی اتریشی (زاده ۱۹۴۹)
- ۲۹ مه - کانتو شیندو، کارگردان ژاپنی (زاده ۱۹۱۲)
- ۳۰ مه - اندرو هاکسلی، فیزیولوژیست بریتانیایی (زاده ۱۹۱۷)

### ژوئن
- ۲ ژوئن - کاترین جوستن، بازیگر آمریکایی (زاده ۱۹۳۹)
- ۴ ژوئن - ادوارد خیل، مشهور به «آقای تورلولو» آوازخوان روس (زاده ۱۹۳۴)
- ۵ ژوئن - ری بردبری، نویسنده آمریکایی (زاده ۱۹۲۰)
- ۱۱ ژوئن - آن راترفورد، بازیگر آمریکایی (زاده ۱۹۱۷)
- ۱۳ ژوئن - ویلیام استندیش نولز، شیمی‌دان آمریکایی (زاده ۱۹۱۷)
- ۱۳ ژوئن - روژه گارودی، فیلسوف و نویسندهٔ فرانسوی (زاده ۱۹۱۳)
- ۱۶ ژوئن - نایف بن عبدالعزیز، ولیعهد عربستان سعودی (زاده ۱۹۳۳)
- ۱۷ ژوئن - رادنی کینگ، فعال حقوق بشر، آمریکایی (زاده ۱۹۶۵)
- ۲۶ ژوئن - نورا افرون، کارگردان و فیلم‌نامه‌نویس آمریکایی (زاده ۱۹۴۱)
- ۳۰ ژوئن - اسحاق شامیر، هفتمین نخست‌وزیر اسرائیل (زاده ۱۹۱۵)

### ژوئیه
- ۱ ژوئیه - آلن پویندکستر، فضانورد آمریکایی (زاده ۱۹۶۱)
- ۳ ژوئیه - اندی گریفیت، بازیگر آمریکایی (زاده ۱۹۲۶)
- ۳ ژوئیه - سرجیو پینینفارینا، طراح خودرو ایتالیایی (زاده ۱۹۲۶)
- ۸ ژوئیه - ارنست بورگناین، بازیگر آمریکایی (زاده ۱۹۱۷)
- ۱۳ ژوئیه - ریچارد داریل زانوک، تهیه‌کننده سینمایی، آمریکایی (زاده ۱۹۳۴)
- ۱۴ ژوئیه - سیکستن یرنبرگ، ورزشکار مرد رشته اسکی صحرانوردی، سوئدی (زاده ۱۹۲۹)
- ۱۵ ژوئیه - سلست هولم، بازیگر آمریکایی (زاده ۱۹۱۷)
- ۱۶ ژوئیه - استفن کاوی، نویسنده آمریکایی (زاده ۱۹۳۲)
- ۱۶ ژوئیه - جان لرد، موسیقیدان و آهنگ‌ساز انگلیسی (زاده ۱۹۴۱)
- ۱۹ ژوئیه - عمر سلیمان، ژنرال، دیپلمات و افسر اطلاعاتی مصری (زاده ۱۹۳۶)
- ۲۳ ژوئیه - سالی راید، فضانورد و فیزیک‌دان آمریکایی (زاده ۱۹۵۱)
- ۲۴ ژوئیه - جان اوانز آتا میلز، رئیس‌جمهور غنا (زاده ۱۹۴۴)
- ۲۷ ژوئیه - جک تیلور، داور فوتبال، انگلیسی (زاده ۱۹۳۰)
- ۳۰ ژوئیه - میوی بینچی، نویسنده ایرلندی (زاده ۱۹۴۰)
- ۳۰ ژوئیه - کریس مارکر، نویسنده و مستندساز فرانسوی (زاده ۱۹۲۱)
- ۳۱ ژوئیه - گور ویدال، رمان‌نویس و نمایشنامه‌نویس و فعال سیاسی آمریکایی (زاده ۱۹۲۵)

### اوت
- ۵ اوت - چابلا بارگاس، خواننده کاستاریکایی (زاده ۱۹۱۹)
- ۶ اوت - ماروین هملیش، آهنگ‌ساز و رهبر اکستر آمریکایی (زاده ۱۹۴۴)
- ۶ اوت - برنارد لوول، ستاره‌شناس و فیزیک‌دان انگلیسی (زاده ۱۹۱۳)
- ۱۴ اوت - اسوتوزار گلیگوریچ، استاد بزرگ شطرنج صرب (زاده ۱۹۲۳)
- ۱۵ اوت - هری هریسون، نویسنده علمی تخیلی آمریکایی (زاده ۱۹۲۵)
- ۱۸ اوت - اسکات مکنزی، ترانه‌سرا و خوانندهٔ آمریکایی (زاده ۱۹۳۹)
- ۱۸ اوت - ویلیام ویندوم، بازیگر آمریکایی (زاده ۱۹۲۳)
- ۱۹ اوت - تونی اسکات، کارگردان سینمایی و تلویزیونی انگلیسی (زاده ۱۹۴۴)
- ۲۰ اوت - فیلیس دیلر، کمدین آمریکایی (زاده ۱۹۱۷)
- ۲۰ اوت - دوم مینتوف، هشتمین نخست‌وزیر مالت (زاده ۱۹۱۶)
- ۲۰ اوت - ملس زناوی، سومین رئیس‌جمهور و دهمین نخست‌وزیر اتیوپی (زاده ۱۹۵۵)
- ۲۱ اوت - ویلیام ترستن، ریاضی‌دان آمریکایی (زاده ۱۹۴۶)
- ۲۵ اوت - نیل آرمسترانگ، فضانورد آمریکایی (زاده ۱۹۳۰)
- ۳۱ اوت - کارلو ماریا مارتینی، اسقف اعظم کلیسای میلان ایتالیا (زاده ۱۹۲۷)
- ۳۱ اوت - سرگئی سوکولوف، فرمانده نظامی شوروی (زاده ۱۹۱۱)

### سپتامبر
- ۳ سپتامبر - مایکل کلارک دانکن، بازیگر آمریکایی (زاده ۱۹۵۷)
- ۳ سپتامبر - سون میونگ مون، رهبر دینی کره‌ای (زاده ۱۹۲۰)
- ۸ سپتامبر - توماس ساس، روان‌پزشک آمریکایی-مجاری (زاده ۱۹۲۰)
- ۱۲ سپتامبر - سید واتکینز، جراح مغز و اعصاب انگلیسی (زاده ۱۹۲۸)
- ۱۶ سپتامبر - راگنهیلد الکساندرا لورنتزن، شاهزاده نروژ (زاده ۱۹۳۰)
- ۱۸ سپتامبر - سانتیاگو کاریو، سیاست‌مدار اسپانیایی (زاده ۱۹۱۵)
- ۲۳ سپتامبر - پاول گراچف، فرمانده نظامی روس (زاده ۱۹۴۸)
- ۲۵ سپتامبر - اندی ویلیامز، خواننده آمریکایی (زاده ۱۹۲۷)
- ۲۷ سپتامبر - هربرت لام، بازیگر اهل چک (زاده ۱۹۱۷)

### اکتبر
- ۱ اکتبر - اریک هابسبام، مورخ مارکسیست بریتانیایی (زاده ۱۹۱۷)
- ۶ اکتبر - شاذلی بن جدید، سومین رئیس‌جمهور الجزایر (زاده ۱۹۲۹)
- ۱۵ اکتبر - نوردوم سیهانوک، شاه کامبوج (زاده ۱۹۲۲)
- ۲۰ اکتبر - ادوارد دونال توماس، فیزیکدان آمریکایی (زاده ۱۹۲۰)
- ۲۱ اکتبر - یاشا چوپرا، تهیه‌کننده و کارگردان سینمایی هندی (زاده ۱۹۳۲)
- ۲۱ اکتبر - جورج مک گاورن، سیاست‌مدار، مورخ و نویسنده آمریکایی (زاده ۱۹۲۲)
- ۲۴ اکتبر - راسل مینز، بازیگر و فعال سیوکسی آمریکایی (زاده ۱۹۳۹)
- ۲۷ اکتبر - هانس ورنر هنتسه، آهنگ‌ساز آلمانی (زاده ۱۹۲۶)

### نوامبر
- ۵ نوامبر - الیوت کارتر، آهنگ‌ساز آمریکایی (زاده ۱۹۰۸)
- ۲۳ نوامبر - لری هگمن، بازیگر آمریکایی (زاده ۱۹۳۱)
- ۲۵ نوامبر - لارس هورماندر، ریاضی‌دان سوئدی (زاده ۱۹۳۱)
- ۲۵ نوامبر - دیو سکستون، بازیکن و مربی فوتبال انگلیسی (زاده ۱۹۳۰)
- ۲۶ نوامبر - جوزف مورای، جراح آمریکایی (زاده ۱۹۱۹)
- ۳۰ نوامبر - ایندر کومار گوجرال، دوازدهمین نخست‌وزیر هند (زاده ۱۹۱۹)

### دسامبر
- ۲ دسامبر - احسان نراقی، جامعه‌شناس ایرانی (زاده ۱۹۲۶)
- ۵ دسامبر - دیو بروبک، پیانیست آمریکایی (زاده ۱۹۲۰)
- ۵ دسامبر - اسکار نیمایر، معمار برزیلی (زاده ۱۹۰۷)
- ۹ دسامبر - پاتریک مور، ستاره‌شناس و مجری تلویزیونی انگلیسی (زاده ۱۹۲۳)
- ۱۰ دسامبر - عیاض الدین احمد، سیزدهمین رئیس‌جمهور بنگلادش (زاده ۱۹۳۱)

## جوایز نوبل
- شیمی - رابرت لفکوویتس و برایان کبیلکا
- اقتصاد - آلوین راث و لیود شیپلی
- ادبیات - مو یان
- صلح - اتحادیهٔ اروپا
- فیزیک - سرژ هاروش و دیوید واینلند
- فیزیولوژی و پزشکی - جان گوردون و شینیا یاماناکا

## اعیاد مذهبی مهم
- ۶ ژانویه - روز کریسمس (کلیسای ارمنی)
- ۷ ژانویه - روز کریسمس (۲۵ دسامبر در تقویم یولیایی توسط کلیسای ارتدکس شرقی جشن گرفته می‌شود)
- ۱ فوریه - جشن ایمبولک در ایرلند
- ۲۲ فوریه - چهارشنبه خاکستر - مسیحیت غربی
- ۸ مارس - عید پوریم - یهودیت
- ۸ مارس - جشن هولی - هندوئیسم
- ۲۰ مارس مصادف با ۱ فروردین ۱۳۹۱ - آغاز اعتدال بهاری، جشن نوروز و سال نو ایرانی
- ۱ آوریل - جشن راماناوامی - هندوئیسم
- ۶ آوریل - جمعه نیک - مسیحیت غربی
- ۶ آوریل - هانومان جایانتی - هندوئیسم
- ۷ آوریل - عید پسح یا فطیر - یهودیت
- ۸ آوریل - عید پاک - مسیحیت غربی
- ۱۳ آوریل - وایساخی - دین سیک‌ها
- ۱۵ آوریل - عید پاک - مسیحیت شرقی
- ۱ مه - بلتین - جشن ملی باستانی در اسکاتلند و ایرلند
- ۲۷ مه - عید هفته‌ها (شاووعوت) - یهودیت
- ۴ ژوئن - بودا پورنیما (وساک) - بودیسم
- ۲۰ ژوئن - انقلابین
- ۲۰ ژوئیه - آغاز ماه رمضان - اسلام
- ۱ اوت - روز لاماس
- ۲ اوت - راکشا باندهان - هندوئیسم
- ۱۰ اوت - کریشنا جانمشتامی - هندوئیسم
- ۱۹ اوت - عید فطر - اسلام
- ۱۷ سپتامبر - عید روش هشانا - یهودیت
- ۲۱ سپتامبر - اعتدال بهاری
- ۲۶ سپتامبر - جشن یوم‌کیپور - یهودیت
- ۱ اکتبر - جشن سوکوت - یهودیت
- ۲ اکتبر - جشن مهرگان
- ۲۴ اکتبر - ویجایا داشامی - هندوئیسم
- ۲۶ اکتبر - عید قربان - اسلام
- ۱ نوامبر - جشن سوون، روز همه قدیسان در مسیحیت
- ۱۳ نوامبر - دیوالی - دین سیک‌ها - هندوئیسم
- ۱۵ نوامبر - آغاز سال نو هجری قمری مصادف با ۱ محرم ۱۴۳۴
- ۹ دسامبر - عید حنوکا - یهودیت
- ۲۵ دسامبر - کریسمس - مسیحیت غربی